# 解放戦争 (ドイツ)
解放戦争（かいほうせんそう、ドイツ語: Befreiungskriege、英語: German War of Liberation）は、ナポレオン戦争の最終段階のドイツにおける呼称である。
1813年3月17日のプロイセンの対フランス宣戦布告に始まり、10月16日-19日のライプツィヒの戦い（諸国民の戦い）を経て、1814年3月31日のパリ陥落によってナポレオン1世のドイツ支配は打倒された。1815年のワーテルローの戦いまでを含める見方もある。
日本では「諸国民戦争」ないしは「諸国民解放戦争」と呼ぶ用例も見られるが、この呼称はドイツ語の「解放戦争」（Befreiungskriege）と「諸国民の戦い」（Völkerschlacht, ライプツィヒの戦いの別称）との混同による誤用であると考えられる。また、英語またはドイツ語で「諸国民の戦争」（英語: The War of Nations, ドイツ語: Völkerkrieg）といえば、通常は第一次世界大戦を指す。

## 概要
ナポレオン1世がロシア遠征に失敗すると、その支配下に置かれたドイツを中心とした各国から反ナポレオンの声が上がってきた。プロイセンでは国軍のみならず義勇軍も組織され、フリードリヒ・ウィルヘルム3世は「鉄十字勲章」を創設するなど、督励、鼓舞に熱心であった。
1813年、プロイセンの元首相でロシアの皇帝顧問カール・シュタインはナポレオン1世の敗退を好機と捉え、ドイツ諸侯に大同同盟を勧め、「ロシア・ドイツ諸侯軍」を結成。さらにプロイセンにもロシアとの同盟を打診し（カリシュ条約）、第六次対仏大同盟が成立した。
3月17日に満を持してプロイセンがフランスへ宣戦を布告した。元ナポレオン1世麾下で、王太子となったベルナドットのスウェーデンも同月にフランスに宣戦布告した。
ロシア・オーストリア・プロイセン・スウェーデンその他の連合軍は、10月16日-19日のライプツィヒの戦いでフランス軍を破り、ナポレオン1世のドイツ支配を打倒した。連合軍はフランス国内へ進撃し、1814年3月31日にパリへ入城した。